# Fissidens teniolatus
Fissidens teniolatus är en bladmossart som beskrevs av Hugh Neville Dixon och Potier de la Varde 1930. Fissidens teniolatus ingår i släktet fickmossor, och familjen Fissidentaceae. Inga underarter finns listade i Catalogue of Life.